# Marseniopsis pacifica
Marseniopsis pacifica is een slakkensoort uit de familie van de Velutinidae. De wetenschappelijke naam van de soort is voor het eerst geldig gepubliceerd in 1886 door Bergh.